# Abbaye territoriale de la Très-Sainte-Trinité de Cava
Pour les articles homonymes, voir Abbaye Sainte-Trinité.
L'abbaye territoriale de la Très-Sainte-Trinité de Cava de' Tirreni (en latin : abbatia territorialis Sanctissimae Trinitatis Cavensis ; en italien : abbazia territoriale della Santissima Trinità di Cava de' Tirreni) est une abbaye territoriale de l'Église catholique en Italie,  suffragante de l'archidiocèse de Salerne-Campagna-Acerno et appartenant à la région ecclésiastique de Campanie.

## Territoire
L'abbaye territoriale est enclavée dans l'archidiocèse d'Amalfi-Cava de' Tirreni située sur la province de Salerne, les autres parties de cette province sont partagées par les diocèses de Nocera Inferiore-Sarno, de Teggiano-Policastro, et de Vallo della Lucania. Son territoire couvre une superficie de 1 km2 avec 1 paroisse.

## Historique
En 1011, Alferio Pappacarbone se retire en ermite dans une grotte et attire bientôt de nombreux disciples ; une église est édifiée qui est terminée en 1025 quand le prince Guaimar III et son fils Guaimario IV donnent par un décret à la nouvelle communauté les zones boisées et les terres cultivables tout autour de la grotte. Par le même décret, la communauté monastique se voit accorder, entre autres privilèges, l'exonération d'impôts et la libre désignation des abbés par l'abbé prédécesseur ou par la communauté elle-même.
Les trois premiers siècles de l'histoire de l'abbaye sont resplendissants et les quatre premiers abbés sont reconnus saints par l'Église ( Alferio Pappacarbone, Léon Ier, Pierre Ier et Costabile Gentilcore), huit autres bienheureux (Simon, Falcon, Marin, Benincasa, Pierre II, Balsame, Léonard, Léon II). Saint Pierre Ier, neveu d’Alferio, agrandit le monastère avec des centaines d’églises et de monastères dépendants disséminés dans le sud de l’Italie. Le pape Urbain II, qui l'avait rencontré à Cluny, visite l'abbaye en 1092 et consacre la basilique.
Les papes, en plus de confirmer les dons, accorde le privilège de l'exemption. L'abbé de Cava de 'Tirreni finit par avoir une juridiction spirituelle sur les terres et les églises dont l'abbaye possède la propriété, dépendant uniquement du pape. 
Le 7 août 1394, le pape Boniface IX confère le titre de ville au pays de La Cava et élève l'abbaye au titre d'abbaye territoriale. Le monastère n'est plus gouverné par un abbé mais par un prieur soumis à l'évêque avec la communauté des moines formant le chapitre de la cathédrale. L'évêque, qui est censé être laïc, jouit de tous les privilèges et droits d'un abbé régulier qui doit résider dans l'abbaye, dont l'église est déclarée cathédrale du nouveau diocèse. Une nouvelle révolution est vécue par l'abbaye en 1431, lorsque l'abbé Angelotto Fosco est élevé à la dignité de cardinal qui perçoit les revenus de l'abbaye et du diocèse. Ainsi commence la période des abbés commendataires.
L'abbaye est sous le régime de la commende pendant plus de soixante-dix ans par des abbés qui ne résident pas habituellement dans le monastère, mais le confie à des vicaires généraux. En 1485, le pape Innocent VIII confie l'abbaye au cardinal Oliviero Carafa qui décidé de renoncer à la commanderie et restaure la vie cloîtrée. Par conséquent, le 10 avril 1497, le monastère est rattaché à la congrégation réformé de Sainte Justine de Padoue (connue plus tard sous le nom de congrégation du Mont-Cassin puis congrégation de Subiaco Mont-Cassin depuis 2013) par la bulle du pape Alexandre VI. 
Aux XVIe et XVIIIe siècles, l’abbaye est rénovée. L'abbé Dom Giulio De Palma reconstruit l'église, le séminaire, le noviciat et diverses autres parties du monastère, mais certains éléments médiévaux restent importants. Les archives sont très importantes, avec environ 15000 parchemins du VIIIe siècle au XIXe siècle et la bibliothèque qui rassemble, entre autres, de précieux manuscrits et des incunables. À la suite de la loi sur l'abolition du 7 juillet 1867, l'abbaye est déclarée monument national et confiée à une communauté monastique sous la surveillance du gouvernement, se sauvant ainsi des ruines rencontrées par de nombreuses autres abbayes italiennes illustres.
L'abbaye territoriale subit une restructuration en 1979, lorsque son territoire est réduit à 4 paroisses, avec la gestion du sanctuaire de Maria Santissima avvocata sopra Maiori (it) de l'Avvocatella à San Cesareo et de saint Vincent Ferrier à Dragonea (frazione de Vietri sul Mare). En vertu du décret Sanctissimae Trinitatis Cavensis de la congrégation pour les évêques du 20 août 2012, les paroisses de Corpo di Cava et de San Cesareo dans la municipalité de Cava de 'Tirreni et celle du hameau de Dragonea dans la municipalité de Vietri sul Mare passent sous la juridiction de l'archidiocèse d'Amalfi-Cava de 'Tirreni. Le décret entre en vigueur le 19 janvier 2013. La communauté monastique garde la cathédrale monastique ainsi que le sanctuaire de la Madonna Avvocata sopra Maiori, appartenant à l'abbaye.

## Source
- (it) Cet article est partiellement ou en totalité issu de l’article de Wikipédia en italien intitulé « Abbazia territoriale della Santissima Trinità di Cava de' Tirreni » (voir la liste des auteurs).

### Articles liés
- Archidiocèse de Salerne-Campagna-Acerno
- Liste des diocèses et archidiocèses d'Italie